# Enyo ocypete
Enyo ocypete este o specie de molie din familia Sphingidae. Este întâlnită din sudul Statelor Unite, prin America Centrală până în Venezuela, Brazilia, Peru, Bolivia, Paraguay și Argentina de Nord.

## Descriere
Anvergura este de 60 mm. Adulții zboară tot anul în zona tropicelor, Florida de sud și Louisiana. În partea de nord a arealului de răspândire, zboară între lunile august și noiembrie. 
Larvele au ca principală sursă de hrană specia Vitus tiliifolia și alte specii de Vitaceae și Dilleniaceae, cum ar fi Vitis, Cissus rhombifolia, Ampelopsis, Tetracera volubilis, Curatella americana, Tetracera hydrophila și Doliocarpus multiflorus.